# Otto Stadie
Otto Stadie (ur. 10 marca 1897 w Berlinie, zm. 28 lipca 1977) – niemiecki pielęgniarz, SS-Stabsscharführer, uczestnik akcji T4, kierownik administracyjny obozu zagłady w Treblince, skazany w pierwszym procesie załogi Treblinki na karę siedmiu lat więzienia.

## Życiorys
Urodził się w Berlinie. Po ukończeniu szkoły podstawowej pracował jako kurier, później został pielęgniarzem w klinice leczenia chorób wenerycznych. W czasie I wojny światowej służył w jednostce sanitarnej, awansując do stopnia sierżanta. Po wojnie zamieszkał we Wrocławiu, tam też się ożenił. Przez kilka lat był bezrobotny. Dopiero w 1927 roku udało mu się zdobyć posadę pielęgniarza w klinice w berlińskim lesie Wuhlheide. W 1933 roku wstąpił do NSDAP i SA.
Po wybuchu II wojny światowej został powołany do Wehrmachtu. Podczas kampanii w Polsce i we Francji służył w jednostce sanitarnej. W 1940 roku został zdemobilizowany. Otrzymał przydział do Kancelarii Führera, w której gestii znajdowała się w tym czasie eksterminacja osób chorych psychicznie i niepełnosprawnych umysłowo, prowadzona pod kryptonimem akcja T4. Służył w „ośrodku eutanazji” w Bernburgu; odpowiadał tam za transport ofiar ze szpitali psychiatrycznych w Halle i Eberswalde. Zimą 1941/42 w mundurze Organizacji Todt służył na froncie wschodnim, oficjalnie zajmując się transportem rannych żołnierzy do szpitali na tyłach.
Podobnie jak wielu innych wykonawców akcji T4 został przeniesiony do okupowanej Polski, aby wziąć udział w eksterminacji Żydów. Od lipca 1942 roku w stopniu SS-Stabsscharführera służył w obozie zagłady w Treblince. Pełnił funkcję kierownika obozowej administracji, a ponadto był sierżantem kompanii ukraińskich strażników. Do jego obowiązków należało m.in. przydzielanie zadań poszczególnym esesmanom i strażnikom, a także czuwanie nad sprawnym „rozładunkiem” transportów na rampie kolejowej. Świadkowie zeznawali, że podczas przyjmowania transportów Stadie uspokajał Żydów, zapewniając, że znajdują się w obozie przejściowym, a po kąpieli i dezynfekcji odzieży będą mogli dalej kontynuować podróż. Ze względu na jego przysadzistą sylwetkę więźniowie nadali mu przydomek „Beczka” (jid. Fesele).
Po ośmiu miesiącach spędzonych w Treblince został dyscyplinarnie przeniesiony do obozu pracy na tzw. starym lotnisku w Lublinie. Dowodził tam kompanią litewskich strażników. Później, podobnie jak większość weteranów akcji „Reinhardt”, został przeniesiony na wybrzeże Adriatyku, gdzie uczestniczył w zwalczaniu partyzantki i eksterminacji miejscowych Żydów. W 1945 roku dostał się do amerykańskiej niewoli.
Po zwolnieniu z obozu jenieckiego zamieszkał w kurorcie Nordenau w Nadrenii Północnej-Westfalii. Michael Bryant podaje, że był zatrudniony w sklepie z pamiątkami. Według innych źródeł pracował jako prywatny pielęgniarz.
W 1959 roku Centrala Badania Zbrodni Narodowosocjalistycznych w Ludwigsburgu wszczęła śledztwo w sprawie zbrodni popełnionych w Treblince, w którym Stadie był jednym z podejrzanych. Akt oskarżenia przeciwko niemu i trzynastu innym esesmanom został wniesiony 29 stycznia 1963 roku. W lipcu tegoż roku został tymczasowo aresztowany. Był sądzony w pierwszym procesie załogi Treblinki, który toczył się w Düsseldorfie w latach 1964–1965. Na jednej z rozpraw przyznał, że uczestniczył w przyjmowaniu transportów na rampie i wygłaszał do ofiar uspokajające przemówienia, aczkolwiek konsekwentnie utrzymywał, że osobiście nie mordował Żydów. Niemniej prokuratura postawiła mu zarzut morderstwa i zażądała dla niego kary dożywotniego pozbawienia wolności. Ostatecznie został uznany winnym jedynie pomocnictwa w zbiorowym mordzie na 300 tys. osób i skazany na karę siedmiu lat pozbawienia wolności.
W 1967 roku został zwolniony z więzienia z przyczyn zdrowotnych. Zmarł w lipcu 1977 roku.